# طارون

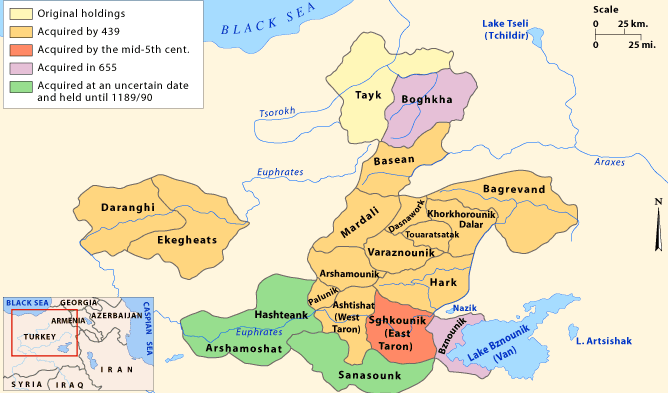
خريطة تظهر منطقة طارون التاريخيَّة إلى جانب إمارات ومناطق صغيرة.

طارون أو تارون أو دارون (بالأرمنية: Տարօն) نطق الأرمنية الغربية: دارون (باليونانية: Ταρών) (باللاتينية: Taraunitis) (بالإنجليزيَّة: Taron) كانت منطقة في مقاطعة طوروبيران في أرمينية، وهي تقع اليوم في محافظة موش في تركيا المُعاصرة.

## أوائل العصور الوسطى
المصدر الرئيسي لتاريخ الإمارة خلال العصور الوسطى المبكرة هو تاريخ طارون، وهي قصة رومانسية "تاريخية" قصيرة نسبيًا في خمسة أجزاء، تهدف إلى وصف الأحداث المهمة التي حدثت في منطقة طارون خلال الحروب البيزنطية الساسانية عندما حكم الإمبراطور الساساني كسرى الثاني (590-628). حيث تعرضت طارون للغزو بشكل متكرر من قبل الفرس. يصف التاريخ تصرفات خمسة أجيال من الماميكونيين (منزل طارون الأميري) في الدفاع عن المنطقة والانتقام منها. كل قسم أو دورة من القصة مخصص لمآثر أحد المدافعين: موشيغ، فاهان، سمباط، ابنه فاهان كامساراكان، وابن الأخير تيران. يكون الأبطال في بعض الأحيان شجعانًا أو مزدوجين فوق طاقة البشر، حكيمين أو ماكرين، متواضعين أو منمقين، إنسانيين أو عديمي الرحمة بوحشية كما يتطلب الموقف. قبل كل شيء، هم محاربو القديس كارابت المقدسون (يوحنا المعمدان، قديسهم)، ويدافعون بحماس عن دير القديس كارابت (جلاكافانك) وكذلك جميع الكنائس والمسيحيين في المنطقة. يصف جزء كبير من السرد المعارك التي خاضتها والتكتيكات الماكرة التي استخدمها التارونيون لهزيمة الإيرانيين.

## التاريخ اللاحق
مع مقتل موشيغ السادس الماميكوني في معركة باغريفاند في أبريل 775 م على يد جيش الخلافة العبَّاسيَّة، ونهاية حكم أسرة الماميكونيين وابتعادهم عن شؤون الأرمن، فقد شب صراع مع الجحافيين المُسلمين، انتقلت على إثره منطقة طارون إلى آشوط الرَّابع من عائلة بقرادون، والذي استمر خلفاؤه في طارون حتى 967.
عند وفاة آشوط الثالث عام 967 م، تنازل ولديه، غريغوري الثاني وبقراط الثالث، عن منطقة طارون للإمبراطورية البيزنطية مقابل الأراضي والألقاب النبيلة. وقد شكلوا عائلة طارونيتس، التي كانت واحدة من كبار العائلات النبيلة البيزنطية خلال القرنين الحادي عشر والثاني عشر. في ظل الحكم البيزنطي، تم دمج منطقة طارون مع كلتزين في مقاطعة واحدة، والتي كان حاكمها (إستراتيجوس أو دوكس) يحمل عادةً رتبة بروتوسباثاريوس. وفي منتصف القرن الحادي عشر، تم توحيدها مع منطقة فاسبوراكان تحت حاكم واحد. أصبحت طارون أيضًا كرسيًا حضريًا يضم 21 كرسيًا لحق التصويت. بعد الهزيمة البيزنطية الكبرى في معركة ملاذكرد ضد الأتراك السلاجقة عام 1071، استولى سيد أرمني مستقل يُدعى تورنيك على السلطة في طارون، وكانت عاصمته موش. أنشأ تورنيك إمارة بقيت حاكمة لطارون حتى اجتاحها الأتراك عام 1189/90.